# Subdivisions de Trinité-et-Tobago
Trinité-et-Tobago est subdivisé en 15 subdivisions de premier niveau, soit 9 régions, 3 boroughs, 2 villes et la région autonome de Tobago.
| Subdivisions                      | Superficie (km²) | Population | Densité (/km²) | Principales agglomérations                                        |
| --------------------------------- | ---------------- | ---------- | -------------- | ----------------------------------------------------------------- |
| Ville de Port-d'Espagne           | 13,45            | 49 031     | 3 650          | Port-d'Espagne                                                    |
| Ville de San Fernando             | 18,64            | 55 419     | 2 970          | San Fernando                                                      |
| Borough de Chaguanas              | 59,65            | 67 433     | 1 130          | Chaguanas                                                         |
| Borough d'Arima                   | 11,15            | 32 278     | 2 890          | Arima                                                             |
| Borough de Point Fortin           | 23,88            | 19 056     | 800            | Point Fortin                                                      |
| Région de Couva-Tabaquite-Talparo | 719,64           | 162 779    | 230            | Claxton Bay, Couva, Point Lisas, Saint Mary's, Tabaquite, Talparo |
| Région de Diego Martin            | 127,53           | 105 720    | 830            | Carenage, Diego Martin, Maraval, Westmoorings                     |
| Région de Penal-Debe              | 246,91           | 83 609     | 340            | Penal, Debe                                                       |
| Région de Princes Town            | 621,35           | 91 947     | 150            | Moruga, Princes Town                                              |
| Région de Rio Claro-Mayaro        | 852,81           | 33 480     | 40             | Mayaro, Rio Claro, Guayaguayare                                   |
| Région de San Juan-Laventille     | 220,39           | 157 295    | 710            | Barataria, Laventille, Morvant, St. Joseph, San Juan              |
| Région de Sangre Grande           | 898,94           | 64 343     | 70             | Guaico, Sangre Grande, Toco, Valencia                             |
| Région de Siparia                 | 510,48           | 81 917     | 160            | Cedros, Fyzabad, La Brea, Santa Flora, Siparia                    |
| Région de Tunapuna-Piarco         | 527,23           | 203 975    | 370            | Arouca, Curepe, Piarco, Saint Augustine, Trincity, Tunapuna       |
| Région de Tobago                  | 303,00           | 54 084     | 179            | Scarborough, Roxborough                                           |

La Région de Tobago est divisée en sept comtés et possède son propre gouvernement local.

Carte des subdivisions de Trinité-et-Tobago